# Harvey Esajas
Harvey Delano Esajas (Amsterdam, 13 giugno 1974) è un ex calciatore olandese di origine surinamese, di ruolo difensore.

## Carriera

### I primi anni
Dopo le giovanili trascorse nelle scuole calcio di Anderlecht e Ajax, Esajas fa il suo debutto nel calcio professionistico nella stagione 1993-1994 nelle file del Feyenoord.
Esajas debutta nella massima divisione olandese proprio contro l'Ajax, riuscendo anche a segnare un gol. Nonostante un inizio promettente non riesce a guadagnare un posto da titolare, e in questa stagione gioca soltanto cinque partite. La stagione seguente gioca 3 partite, mentre nella stagione 1995-1996 non viene mai utilizzato.
Nel 1996 Esajas lascia Rotterdam e firma per il Groningen, dove gioca in tutto nove partite, trasferendosi in seguito al Cambuur dove non viene impiegato per nessuna partita complici ripetuti infortuni muscolari. Nel 1998-1999 va al Dordrecht '90 dove gioca 7 partite.

### Il ritiro
A questo punto Esajas decide di trasferirsi all'estero e sostiene provini con Fiorentina e Torino, senza riuscire a ottenere un contratto. In seguito tenta l'avventura in Spagna e milita nel Real Madrid B, nello Zamora e nel Móstoles, ma non trova successo in nessuna delle squadre anche a causa della rottura del tendine d'achille. 
Decide allora di terminare la sua carriera calcistica e lavorare nel mondo della ristorazione.

### Ritorno al calcio
Esajas ritornato nel mondo del calcio semi-professionistico nelle file del Transvaal in Suriname, nel 2004 è in visita dal suo amico Clarence Seedorf, giocatore del Milan. Esajas pesa 115 kg e non gioca partite ufficiali da quasi due anni, ma confida a Seedorf di voler tornare a giocare a calcio ad alti livelli. Seedorf riesce a convincere il dirigente milanista Adriano Galliani e così il giocatore ha l'opportunità di allenarsi a Milanello. In undici mesi, riesce a tornare in forma fisica accettabile. Viene allora tesserato dal Milan.

### Debutto nel Milan e ritiro definitivo
Nel gennaio 2005 fa il suo debutto nel Milan nel ritorno degli ottavi di Coppa Italia 2004-2005 contro il Palermo, entrando a tre minuti dalla fine al posto di Massimo Ambrosini e piangendo di gioia nello spogliatoio. Nella stagione seguente si accasa al Legnano in Serie C2. Nella stessa stagione gioca qualche partita con il Lecco prima di terminare la carriera per la seconda e ultima volta.

## Palmarès
- Coppa dei Paesi Bassi: 2

Feyenoord: 1993-1994, 1994-1995